# Prelazia Territorial de Moyobamba
A Prelazia Territorial de Moyobamba (em latim: Praelatura Territorialis Moyobambensis) é uma prelazia territorial católica romana localizada na cidade de Moyobamba, na província eclesiástica de Trujillo, no Peru.

## História
- 7 de março de 1948: Constituída como Prelazia Territorial de Moyobamba pela Diocese de Chachapoyas.

## Bispos
|                 | Nome                                       | Período   | Notas  |        |
| Bispos          | Bispos                                     | Bispos    | Bispos | Bispos |
| --------------- | ------------------------------------------ | --------- | ------ | ------ |
| 4º              | Rafael Alfonso Escudero López-Brea         | 2007-     | Atual  |        |
| 3°              | José Ramón Santos Iztueta Mendizábal, C.P. | 2000–2007 |        |        |
| 2º              | Venancio Celestino Orbe Uriarte, C.P.      | 1967–2000 |        |        |
| 1º              | Martín Fulgencio Elorza Legaristi, C.P.    | 1949–1966 |        |        |
| Bispo coadjutor |                                            |           |        |        |
|                 | Rafael Alfonso Escudero López-Brea         | 2006-2007 |        |        |
|                 | José Ramón Santos Iztueta Mendizábal, C.P. | 1998-2000 |        |        |